# Elisabeth Leonskaja
Elisabeth Leonskaja (Tiflis, RSS de Georgia, 23 de noviembre de 1945) es una pianista georgiana. Abandonó la Unión Soviética en 1978, fijando su residencia en Viena, donde realizó algunas grabaciones memorables, entre ellas las sonatas para piano de Mozart en colaboración con Sviatoslav Richter, pianista con el que estableció un importante vínculo artístico.

## Biografía
Hija de madre judía, nació en el seno de una familia de origen ruso. Comenzó a tocar el piano a los 6 años, dio su primer concierto a los 11 años. En 1964, inició estudios musicales en el conservatorio de Moscú con Jacob Milstein. Antes de abandonar la Unión Soviética en 1978 ganó premios en diversos concursos de prestigio como el Enescu, el Marguerite Long y el Reina Isabel. Al inicio de carrera concertística, hizo diversos recitales a dúo con Sviatoslav Richter, que influyeron en su estilo interpretativo. De él dice: «Recuerdo mi trabajo con él como probablemente una de las épocas más importantes de mi vida y todavía hoy en día tomo cosas de aquella relación. Richter fue una luz muy intensa que ha iluminado mi camino».
Su aparición en el Festival de Salzburgo de 1979, fundamentó el éxito de su carrera internacional. Elizabeth Leonskaja toca regularmente en las más importantes salas de conciertos del mundo y festivales, como el de Edimburgo, Viena, Ruhr y Schleswig-Holstein. Desde el 2002 es Artista Residente del Konzerthaus de Dortmund.
Ha actuado con directores como Kurt Masur, Colin Davis, Cristoph Eschenbach, Kurt Sanderling, Mariss Jansons y Yuri Temirkánov. Colabora con grandes orquestas como la Filarmónica de Berlín, la Gewandhaus de Leipzig, la Sinfónica de Viena, la Filarmónica de Munich, la London Philharmonic, la Concertgebouw de Ámsterdam, la Filarmónica de Los Ángeles, Cleveland y Nueva York, entre otras. 
Su estilo destaca por la calidez, claridad y elegancia de sus virtuosas interpretaciones. Como pianista de cámara, Elizabeth Leonskaja colaboró de cerca con el Alban Berg Quartet, el Cuarteto Borodin, el Cuarteto Guarneri, Heinrich Schiff y la Orquesta de Cámara de la Filarmónica de Viena.

## Honores
Resultó premiada en los concursos internacionales "Enescu", "Marguerite Long" y "Queen Elisabeth", entre otros. Es miembro Honorario de la Konzerthaus de Viena y ha obtenido la Medalla de Honor de Austria.

## Discografía
Ha realizado grabaciones para Teldec y ha recibido prestigiosos premios como el Caecilia por las sonatas de Brahms y el Diapason d’Or por su grabación de obras de Liszt. También se pueden destacar la integral de los Nocturnos y los Conciertos 1 y 2 para piano de Chopin con la Filarmónica Checa y Vladímir Áshkenazi, los Conciertos 2 y 3 de Chaikovski con la Filarmónica de Nueva York y Kurt Masur, y los Conciertos 1 i 2 de Dmitri Shostakóvich con la Saint Paul Chamber Orchestra y Hugh Wolff.
En su CD "PARIS" interpreta obras de Ravel, Debussy y Enescu para el sello discográfico con base en Berlín, eaSonus. Su siguiente proyecto discográfico también para eaSonus, incluye todas las Sonatas para Piano de Schubert, compositor del que es una consumada especialista.